# Лихтенштейн на летних Олимпийских играх 1968
Лихтенштейн принимал участие в Летних Олимпийских играх 1968 года в Мехико (Мексика)в шестой раз в своей истории, но не завоевал ни одной медали. Страну на Играх представляли два легкоатлета.

## Лёгкая атлетика
Спортсменов — 2
Мужчины
| Спортсмен        | Вид         | Забег     | Забег | Полуфинал | Полуфинал | Финал     | Финал     |
| Спортсмен        | Вид         | Результат | Место | Результат | Место     | Результат | Место     |
| ---------------- | ----------- | --------- | ----- | --------- | --------- | --------- | --------- |
| Ксавьер Фрик-мл. | 800м        | 1.52,6    | 7     | Не прошёл | Не прошёл | Не прошёл | Не прошёл |
| Ксавьер Фрик-мл. | 1500м       | 4.15,3    | 9     | Не прошёл | Не прошёл | Не прошёл | Не прошёл |
| Франц Бидерманн  | Десятиборье |           |       |           |           | 6323      | 19        |